# Triacilglicerol
Triacilgliceroli ali trigliceridi so estri glicerola in treh maščobnih kislin. So glavni gradbeni element maščevja (maščobnega tkiva) ljudi in drugih vretenčarjev, kjer služijo kot zaloga energije, po potrebi pa so udeleženi v energijsko presnovo (metabolizem), pri čemer se iz energijsko bogatih maščobnih kislin sprosti večja količina energije. Triacilglicerole najdemo tudi v maščobah rastlinskega izvora.

## Zgradba
Osnovna molekula trigliceridov, ki predstavlja jedro, na katero se pripenjajo druge molekule, je alkohol glicerol, za katerega so značilne tri hidroksilne funkcionalne skupine. Med glicerolom in maščobnimi kislinami (nasičenimi ali nenasičenimi) se v procesu esterifikacije tvori estrska vez, pri čemer nastajajo monoacilgliceroli ali monogliceridi (kadar s hidroksilno skupino glicerola reagira ena maščobna kislina), diacilgliceroli ali digliceridi (kadar se vežeta dve maščobni kislini) in triacilgliceroli ali trigliceridi (kadar so v reakciji udeležene tri maščobne kisline).
Diacilgliceroli se lahko razlikujejo po mestu, na katerega se je maščobna kislina vezala. Tako med esterifikacijo nastajajo 1,2-diacilgliceroli, pri katerih sta se maščobni kislini vezali na prvo in drugo mesto glicerola, in 1,3-diacilgliceroli, kjer sta maščobni kislini zasedli prvo in tretje vezavno mesto.

## Fizikalne in kemične lastnosti
Triacilgliceroli so nepolarni lipidi, kar pomeni, da so v vodi netopni in torej hidrofobni ter lipofilni. V molekuli trigliceridov namreč po končani esterifikaciji ni več prisotnih hidroksilnih skupin glicerola, ki imajo polarni značaj, nadomestijo pa jih preko estrske vezi vezane maščobne kisline, ki zaradi vezave izgubijo polarno karboksilno funkcionalno skupino in so zatorej nepolarne.

### Reaktivnost triacilglicerolov
Pri triacilglicerolih so reaktivna mesta estrske vezi in alkenske dvojne vezi, pri čemer se slednja pojavlja le pri trigliceridih z vsaj eno nenasičeno maščobno kislino.

#### Hidroliza triacilglicerolov
Tipična reakcija, povezana z estrsko vezjo triacilglicerolov, je z lipazami katalizirana hidroliza, ki poteka v prebavnem sistemu in celicah, kot so maščobne celice (adipociti), kjer se shranjujejo energijske zaloge. Lipaze so encimi, ki katalizirajo reakcijo hidrolize, pri kateri triacilglicerol ali fosfolipid (denimo glicerofosfolipid) razpade na preprostejše gradbene elemente, navadno glicerol in maščobne kisline. Hidroliza trigliceridov je lahko popolna, pri čemer nastanejo tri molekule maščobnih kislin in ena molekula glicerola, ali nepopolna, pri kateri so produkti monoacilgliceroli, diacilgliceroli, maščobne kisline in glicerol.

#### Umiljenje (saponifikacija)
Glavni članek: Umiljenje
Industrijsko pomemben proces, pri katerem sodelujejo triacilgliceroli, je umiljenje ali saponifikacija. Gre za kemijsko reakcijo, pri kateri pride do hidrolitskega razpada estrske vezi triacilglicerola ob prisotnosti natrijevega hidroksida (NaOH) ali drugih alkalij (hidroksidov alkalijskih kovin), pri čemer so produkti mila (soli maščobnih kislin) in glicerol. V preteklosti so ljudje pridobivali milo pri kuhanju živalske masti z lesnim pepelom, ki je pri raztapljanju v vodi osnova za nastanek natrijevega hidroksida (nekoč luga). Sodobna industrijsko proizvedena mila so večinoma sintetično narejeni detergenti.

#### Reakcije dvojnih vezi
Tudi alkenske dvojne vezi nenasičenih maščobnih kislin so reaktivne in lahko sodelujejo v reakcijah s kisikom ali halogeni. Med industrijsko pomembnejše reakcije dvojnih vezi spada delno hidrogeniranje rastlinskih olj, ki so v tekočem agregatnem stanju. Pri procesu se delež dvojnih vezi dolgoverižnih nenasičenih maščobnih kislin pretvori v enojne, kar vodi v nastanek trdne snovi. Na tak način v industrijskih procesih iz raznih rastlinskih olj (običajno koruznega) proizvajajo margarino, ki se uporablja kot alternativno živilo maslu živalskega izvora. Hidrogenirani izdelki so lahko nevarni, kadar se cis oblike dvojnih vezi pretvarjajo v trans oblike dvojnih vezi in tako nastajajo transmaščobne kisline, saj naj bi slednje med drugim povečevale delež holesterola v krvi.

## Pojavnost
V naravi so enostavni trigliceridi, za katere so značilne tri enake maščobne kisline, razmeroma redki. Prevladujejo mešani triacilgliceroli, kjer so na molekulo glicerola vezane vsaj dve ali tri različne maščobne kisline, ki so lahko nasičene ali nenasičene.
Triacilglicerolom, ki se pojavljajo v živalskih tkivih, pravimo masti ali maščobe, medtem ko trigliceride rastlinskih tkiv, ki jih po navadi pridobivamo iz semen ali plodov, imenujemo olja. Živalske maščobe so pri sobni temperaturi običajno v trdnem agregatnem stanju (v večji meri jih sestavljajo triacilgliceroli z nasičenimi maščobnimi kislinami), za rastlinska olja pa je značilno tekoče agregatno stanje, ker v glavnem sestojijo iz trigliceridov z veliko nenasičenimi maščobnimi kislinami.

### Biološka vloga
Trigliceridi v organizmih opravljajo založno funkcijo, pri čemer se po potrebi vključujejo v reakcije energijske presnove. Iz energijskega vidika so še posebej bistvene maščobne kisline triacilglicerolov. Trigliceridi se shranjujejo v citosolu raznih celic, kjer se nahajajo v kapljični obliki. Med pomembnejše tipe celic, kjer so skladiščene velike količine triacilglicerolov, spadajo živalske maščobne celice ali adipocite, kjer je največji delež citoplazme namenjen shranjevanju maščob. Tovrstne celice imajo v svojem citosolu tudi že omenjene encime lipaze, ki katalizirajo hidrolizo trigliceridov, pri čemer nastajajo energijsko bogate maščobne kisline in glicerol.
Druga vidnejša vloga triacilglicerolov je toplotna izolacija. Mnoge živali imajo debel sloj podkožnega maščevja, ki je še posebej izrazit pri organizmih hladnejšega območja, pri katerih je nujna zaščita pred nizkimi temperaturami ozračja. Takšne živali so na primer morski sesalci Antarktike in Arktike, kot so plavutonožci in kiti.